# Impatiens digitata
Impatiens digitata är en balsaminväxtart. Impatiens digitata ingår i släktet balsaminer, och familjen balsaminväxter.

## Underarter
Arten delas in i följande underarter:
- I. d. digitata
- I. d. jaegeri
- I. d. ngorongorensis
- I. d. phlyctidoceras